# Świder
Der Świder ist ein rechter Zufluss der Weichsel in Polen. Er entspringt bei Świder in der Wysoczyzna Żelechowska in der Woiwodschaft Lublin, erreicht bald die Woiwodschaft Masowien und fließt in nordwestlicher Richtung bis zur Mündung in die Weichsel zwischen den Städten Otwock und Józefów (Powiat Otwocki). Die Länge des Laufs beträgt 89,1 km. Das Einzugsgebiet wird mit 1161,5 km² angegeben.